# Anadara
Anadara ist eine Muschel-Gattung aus der Familie der Archenmuscheln (Arcidae).

## Merkmale
Die gleichklappigen, auch ungleichklappigen, sehr bauchigen, oft fast gleichseitigen Gehäuse sind groß bis mittelgroß und im Umriss eher rundlich, schief-eiförmig, annähernd quadratisch oder annähernd trapezoidal, Die kräftigen, nach vorne eingekrümmten Wirbel sitzen fast mittig im Gehäuse bezogen auf die Länge, oder sind nur wenig zum Vorderende verschoben, d. h. der hintere Teil des Gehäuses ist nur wenig verlängert. Im hinteren Gehäuseteil kann ein vom Wirbel zum Übergang Hinterrand/Ventralrand verlaufender Kiel vorhanden sein. Die Schlossplatte ist fast gerade bis nur sehr leicht gebogen. Sie weist zahlreiche, kurze, senkrecht stehende bis leicht nach außen divergierende, annähernd gleichartige Zähnchen auf. Das Ligament liegt vor und hinter den Wirbeln. Sie haben keine ständig klaffende Öffnung für den Byssus.
Die Schale ist sehr dick, und die Gehäuse sind entsprechend der Größe ziemlich schwer. Die Ornamentierung besteht aus kräftigen radialen Rippen. Der Ventralrand ist entsprechend stark gekerbt. Das Periostracum blättert leicht ab.

## Geographische Verbreitung und Lebensraum
Die Vertreter der Gattung Anadara leben frei in Weichböden oder mit Byssusfäden angeheftet an Schalenbruchstücken, Steinen etc. in tropischen und subtropischen Meeren.

## Taxonomie
Die Gattung wurde 1847 von John Edward Gray aufgestellt. Es ist die Typusgattung der Unterfamilie Anadarinae Reinhart, 1935, die allerdings von nur wenigen Autoren benutzt wird. MolluscaBase benutzt die Unterfamiliengliederung der Archenmuscheln nicht. Die Typusart der Gattung Anadara Gray, 1847 ist Arca antiquata Linnaeus, 1758. Derzeit werden folgende Arten zur Gattung Anadara gestellt:
- Gattung Anadara Gray, 1847
  - Anadara adamsi Olsson, 1961
  - Anadara aequatorialis (d’Orbigny, 1846)
  - †Anadara aequicostata Conrad, 1845 (Pleistozän)
  - Anadara aethiopica (Thiele & Jaeckel, 1931)
  - Anadara aliena (Iredale, 1939)
  - Anadara ambigua (Reeve, 1844)
  - Anadara angicostata (Reeve, 1844)
  - Anadara antiquata (Linnaeus, 1758)
  - Anadara auriculata (Lamarck, 1819)
  - Anadara axelolssoni (Macsotay & Campos, 2001)
  - Anadara bataviensis (Lamy, 1907)
  - Anadara biangulata (G. B. Sowerby I, 1833)
  - Anadara bifrons (Carpenter, 1857)
  - Anadara brasiliana (Lamarck, 1819)
  - Anadara broughtonii (Schrenck, 1867)
  - †Anadara callicestosa Dall, 1898 (Miozän/Pliozän)
  - Anadara camerunensis Oliver & Cosel, 1993
  - †Anadara campsa Dall, 1898 (Pliozän)
  - †Anadara carolinensis Dall, 1898 (Miozän)
  - Anadara cepoides (Reeve, 1844)
  - Anadara chemnitzii (Philippi, 1851)
  - Anadara cistula (Reeve, 1844)
  - Anadara compacta (Reeve, 1844)
  - Anadara concinna (G. B. Sowerby I, 1833)
  - Anadara consociata (E. A. Smith, 1885)
  - Anadara corbuloides (Monterosato, 1878)
  - Anadara cornea (Reeve, 1844)
  - Anadara corrugata (Lamy, 1907)
  - Anadara crassicostata (H. Adams, 1873)
  - Anadara craticulata (Nyst, 1848)
  - Anadara crebricostata (Reeve, 1844)
  - †Anadara cretacea Conrad, 1869 (Kreide)
  - Anadara cymbaeformis Reeve, 1844
  - †Anadara dasia Woodring, 1925 (Pliozän)
  - †Anadara daviesi Mukerjee, 1939 (Miozän)
  - Anadara dekkeri Thach, 2015
  - †Anadara diluvii (Lamarck, 1805)
  - Anadara disparilis (Reeve, 1844)
  - Anadara eborensis Oliver & Cosel, 1993
  - Anadara ehrenbergi (Dunker, 1868)
  - Anadara emarginata (G. B. Sowerby I, 1833)
  - Anadara esmeralda (Pilsbry & Olsson, 1941)
  - Anadara ferruginea (Reeve, 1844)
  - Anadara floridana (Conrad, 1869)
  - Anadara formosa (G. B. Sowerby I, 1833)
  - Anadara fultoni (G. B. Sowerby III, 1907)
  - †Anadara garoensis Mukerjee, 1939 (Miozän)
  - Anadara geissei (Kobelt, 1891)
  - Anadara gibbosa (Reeve, 1844)
  - Anadara globosa (Reeve, 1844)
  - †Anadara gourae Dey, 1961 (Oligozän)
  - Riesenarchenmuschel[4] (Anadara grandis (Broderip & G. B. Sowerby I, 1829))
  - Anadara guangdongensis (Bernard, Cai & Morton, 1993)
  - †Anadara guayubinica Maury, 1917
  - Anadara gubernaculum (Reeve, 1844)
  - †Anadara halidonata Dall, 1898 (Pliozän)
  - Anadara hankeyana (Reeve, 1844)
  - Anadara hemidesmos (Philippi, 1845)
  - Anadara hyphalopilema G. B. Campbell, 1962
  - Anadara inaequivalvis (Bruguière, 1789)
  - Anadara indica (Gmelin, 1791)
  - †Anadara jacksoni Cooper, 2014 (Pleistozän)
  - Anadara jousseaumei (Lamy, 1907)
  - Anadara jurata Iredale, 1939
  - Japanische Archenmuschel[4][5] (Anadara kagoshimensis (Tokunaga, 1906)) (syn.: Anadara subcrenata (Lischke, 1869))
  - Anadara kikaizimana (Nomura & Zinbo, 1934)
  - †Anadara kroensis Boettger, 1883 (Miozän)
  - Anadara labiosa (G. B. Sowerby I, 1833)
  - †Anadara larkinii Nelson, 1870
  - †Anadara magnoliana Gardner, 1943 (Pliozän)
  - Anadara mazatlanica (Hertlein & Strong, 1943)
  - †Anadara molengraaffii Martin, 1914 (Eozän)
  - Anadara multicostata (G. B. Sowerby I, 1833)
  - Anadara natalensis (Krauss, 1848)
  - Schöne Archenmuschel[4] (Anadara notabilis (Röding, 1798))
  - Anadara nugax Iredale, 1939
  - Anadara nux (G. B. Sowerby I, 1833)
  - Anadara obesa (G. B. Sowerby I, 1833)
  - †Anadara obliquidens Boettger, 1883 (Miozän)
  - Anadara occlusa (Reeve, 1844)
  - Anadara oceanica (Lesson, 1831)
  - †Anadara panensis Ihering, 1914 (Paläozän/Eozän)
  - Anadara passa Iredale, 1939
  - Anadara perlabiata (Grant & Gale, 1931)
  - Anadara pilula (Reeve, 1843)
  - †Anadara preangerensis Martin, 1910 (Miozän)
  - †Anadara prephina Woodring, 1925 (Pliozän)
  - †Anadara protracta Rogers & Rogers, 1837 (Miozän/Pliozän)
  - Anadara pumila (Dunker, 1868)
  - Anadara pygmaea (H. Adams, 1872)
  - †Anadara quilonensis Dey, 1961 (Miozän)
  - Anadara reinharti (Lowe, 1935)
  - Anadara rhomboidalis (Schumacher, 1817)
  - †Anadara riogurabonica Maury, 1917 (Pliozän)
  - Anadara rotundicostata (Reeve, 1843)
  - Anadara rufescens (Reeve, 1844)
  - Anadara rugifera (Dunker, 1866)
  - Anadara sabinae (Morlet, 1889)
  - Anadara sativa (Bernard, Cai & Morton, 1993)
  - Anadara satowi (Dunker, 1882)
  - Anadara secernenda (Lamy, 1907)
  - Anadara senegalensis (Gmelin, 1791)
  - Anadara setigericosta (Nyst, 1848)
  - Anadara similis (C. B. Adams, 1852)
  - Anadara speciosa (Philippi, 1849)
  - Anadara subglobosa (Kobelt, 1889)
  - Anadara subgranosa (Dunker, 1869)
  - †Anadara suboblonga Boettger, 1883 (Miozän)
  - Anadara subrubra (Dunker, 1866)
  - †Anadara tosaensis Noda, 1965
  - Anadara transversa (Say, 1822)
  - Anadara trapezia (Deshayes, 1839)
  - Anadara tricenicosta (Nyst, 1848)
  - Anadara troscheli (Dunker, 1882)
  - Anadara tuberculosa (G. B. Sowerby I, 1833)
  - Anadara uropigimelana (Bory de Saint-Vincent, 1827)
  - Anadara vellicata (Reeve, 1844)
  - †Anadara woodringi Perrilliat, 1960 (Pliozän)

Von manchen Autoren werden fünf Untergattungen akzeptiert:
Anadara (Anadara) Gray, 1847, Anadara (Cunearca) Dall, 1898, Anadara (Diluvarca) Woodring, 1925, Anadara (Scapharca) Gray, 1847 und Anadara (Tosarca) Noda, 1965. Andere Auroren betrachten die vier Untergattungen als Synonyme. Weitere Synonyme sind: Caloosarca Olsson, 1961, Cara Gray, 1857, Cunearca Dall, 1898, Esmerarca Olsson, 1961, Imparilarca Iredale, 1929, †Kikaiarca Noda, 1966, Potiarca Iredale, 1939, Rasia Gray, 1857, Scapharcopsis Nordsieck, 1969 und Sectiarca Olsson, 1961.

## Belege